# Seelenbahnen
Seelenbahnen ist das 25. Studioalbum des deutschen Schlagersängers Roland Kaiser, das am 30. Mai 2014 von Ariola veröffentlicht wurde. Am 9. Januar 2015 wurde mit Seelenbahnen – Die Kaisermania Edition ein Livealbum veröffentlicht.

## Titelliste
1. Sag bloß nicht Hello
2. Seelenbahnen
3. All die Jahre
4. Ich weiß alles
5. Ich fege die Sterne zusammen
6. Du bist ein Engel
7. Warum hast du nicht nein gesagt (feat. Maite Kelly)
8. Josephine
9. Liebe verlernt man nicht
10. Meine Welt hat zwei Gesichter
11. Ich bereue nichts
12. Nie wieder vielleicht
13. Als ich noch Single war
14. Es wird langsam Zeit für mich zu geh’n
15. Und sie war die Musik
16. Egoist

## Singleauskopplungen
Als ersten Musiktitel des Albums koppelte Kaiser im September 2014 Warum hast du nicht nein gesagt, ein Duett mit Maite Kelly, aus. Die Single erreichte in Deutschland Position 55 der Singlecharts und konnte sich zwölf Wochen in den Top 100 halten. In Österreich erreichte die Single in sechs Chartwochen mit Position 42 seine höchste Platzierung und in der Schweiz in einer Chartwoche mit Position 81. Warum hast du nicht nein gesagt ist der 25. Charterfolg für Kaiser in Deutschland sowie der fünfte in Österreich und der zweite in der Schweiz. Es ist die zweite Single von Kaiser, die sich gleichzeitig in den D-A-CH-Staaten platzieren konnte. Erstmals gelang ihm das 1980 mit dem Titel Santa Maria.

## Rezeption

### Rezensionen
Dani Fromm, Musikkritiker von laut.de, bemängelt vor allem die wenig herausfordernden Liedtexte, Kaiser habe nichts gewagt. Die einzige Ausnahme mit etwas Tiefgang sei Ich Weiß Alles, ein Text von Till Lindemann. Im Übrigen stelle sich der Eindruck ein, als seien Musik und Texte in den früheren 80er Jahren im Stil der ZDF-Hitparade stehen geblieben, wie „eingemauert“. Fromm kommentiert wie folgt zusammenfassend das Album: „[…] erscheint platt, schon tausendmal gehört, und erstickt vor allem in der komplett drögen Umsetzung“.

### Charts und Chartplatzierungen
| ChartsChartplatzierungen | Höchstplatzierung | Wochen |
| ------------------------ | ----------------- | ------ |
| Deutschland (GfK)        | 10 (45 Wo.)       | 45     |
| Österreich (Ö3)          | 33 (18 Wo.)       | 18     |
| Schweiz (IFPI)           | 67 (1 Wo.)        | 1      |

### Auszeichnungen für Musikverkäufe
| Land/Region        | Auszeichnungen für Musikverkäufe (Land/Region, Auszeichnung, Verkäufe) | Verkäufe |
| ------------------ | ---------------------------------------------------------------------- | -------- |
| Deutschland (BVMI) | Platin                                                                 | 200.000  |
| Österreich (IFPI)  | Gold                                                                   | 7.500    |
| Insgesamt          | 1× Gold · 1× Platin ·                                                  | 207.500  |